# Rue Royer-Collard
La rue Royer-Collard est une voie située dans le quartier du Val-de-Grâce du 5e arrondissement de Paris.

## Situation et accès
La rue Royer-Collard est desservie à proximité par le RER B à la gare du Luxembourg.

## Origine du nom

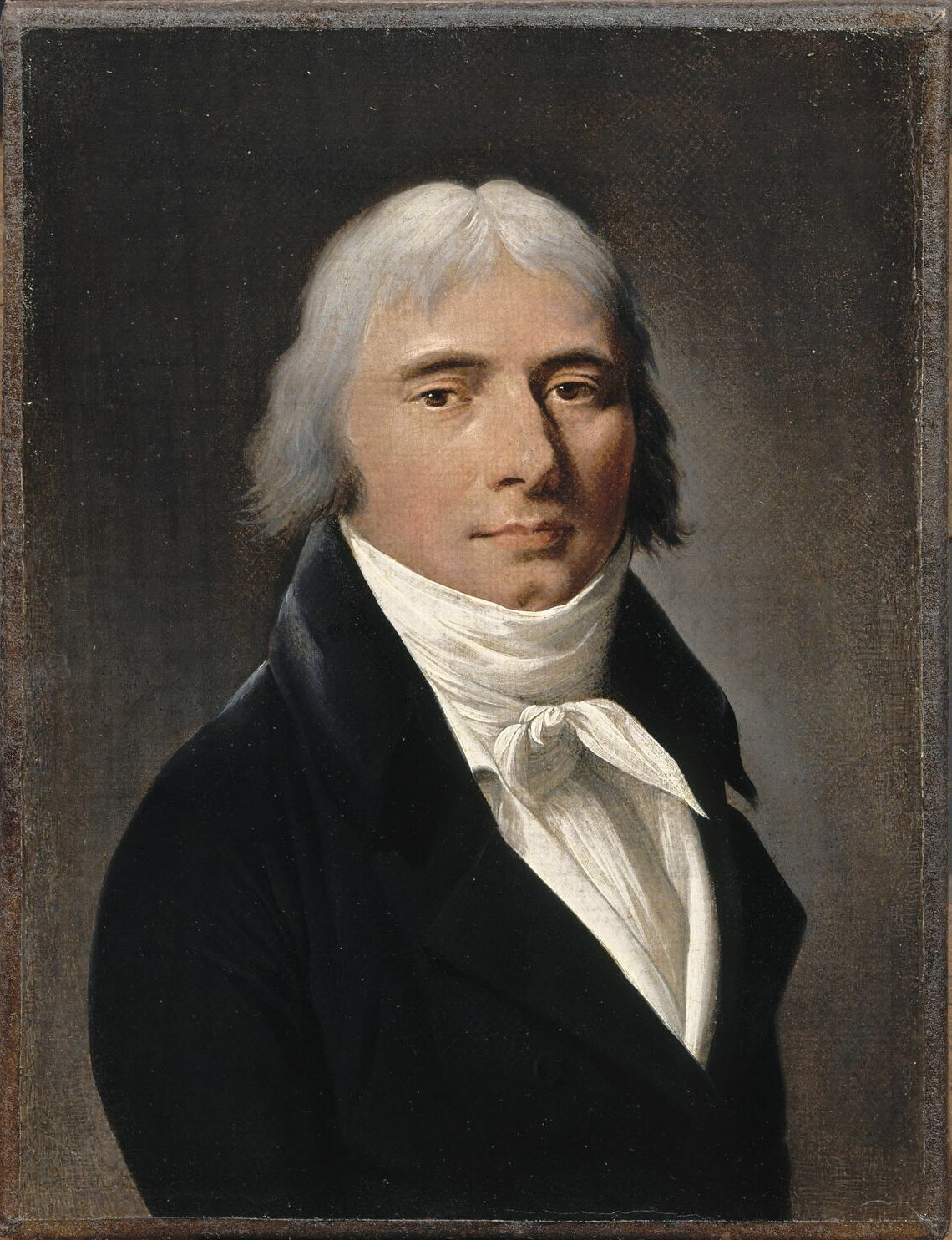
Pierre Paul Royer-Collard.

Elle porte depuis 1846 le nom de Pierre-Paul Royer-Collard (1763-1845), qui fut un philosophe et homme politique, membre de l’Académie française.

## Historique
Cette rue est ouverte sur un clos de vignes appartenant aux Dominicains dits Jacobins qui avaient obtenu, le 18 mars 1546, des lettres patentes de François Ier, qui leur permettaient d'aliéner ce terrain à la charge d'y bâtir.
La rue nouvelle, commencée en 1550, ne fut entièrement construite qu'en 1586 sous le nom de « rue Saint-Dominique », auquel on ajouta plus tard la qualification « d'Enfer » pour devenir « rue Saint-Dominique d'Enfer ».
Une décision ministérielle du 8 nivôse an XIII (29 décembre 1804), signée Champagny, fixe la largeur de cette voie publique à 8 mètres. En vertu d'une ordonnance royale du 18 mars 1846, la voie prend sa dénomination actuelle et sa largeur est portée à 10 mètres.

## Bâtiments remarquables et lieux de mémoire
- Les immeubles des nos 4[2] et 9[3] ont été classés respectivement en 2005 et en 1928 aux monuments historiques.
- no 5 : Benoît-Louis Prévost (1733-1816), graveur, y vécut et mourut. Le restaurant au rez-de-chaussée, L'Empire céleste, est l'un des plus anciens restaurants chinois à Paris[4].
- no 7 : André Pousse (1919-2005), coureur cycliste devenu acteur, y est né.
- Accès à l'impasse Royer-Collard.

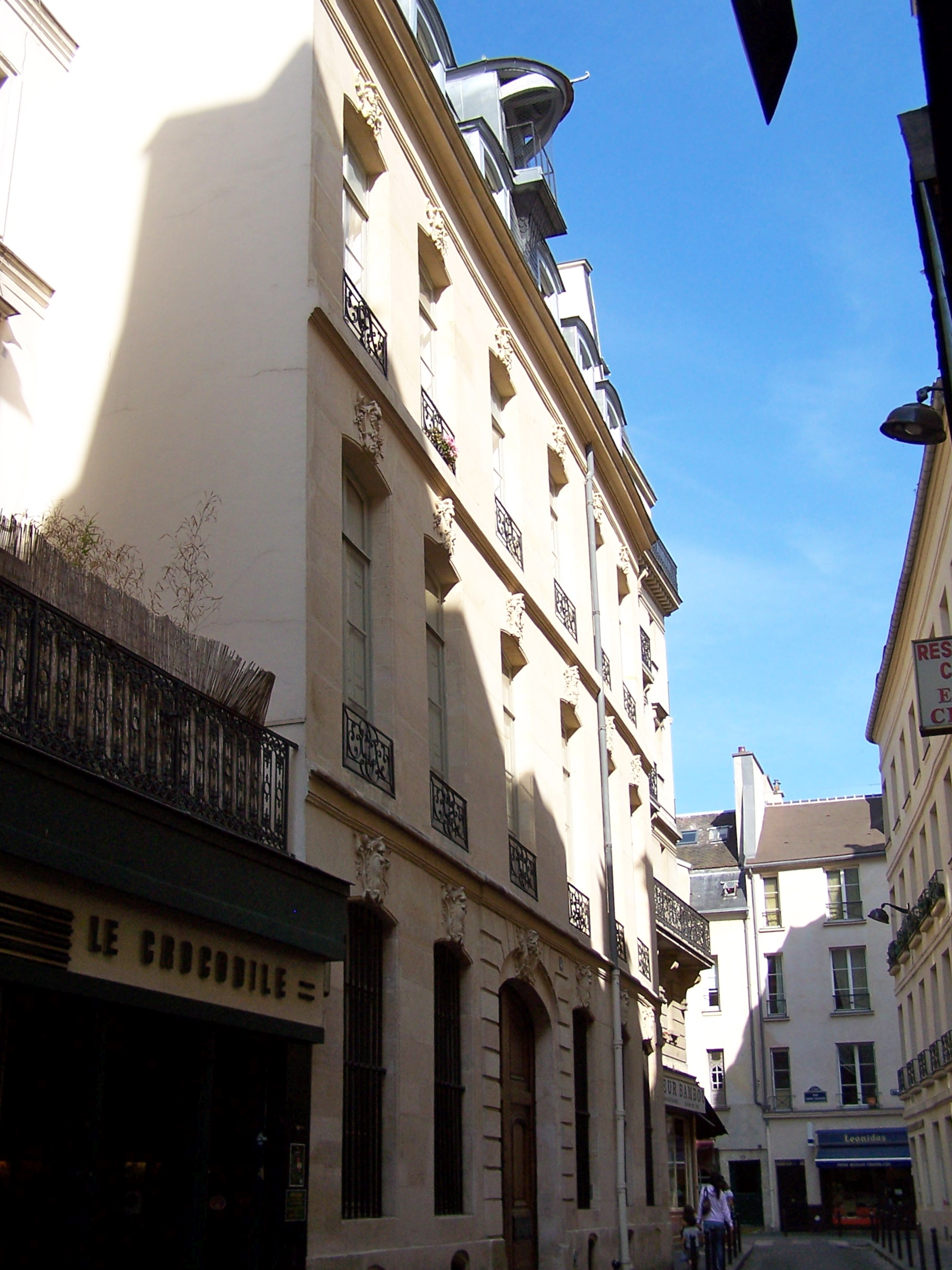
Le no 4 de la rue.
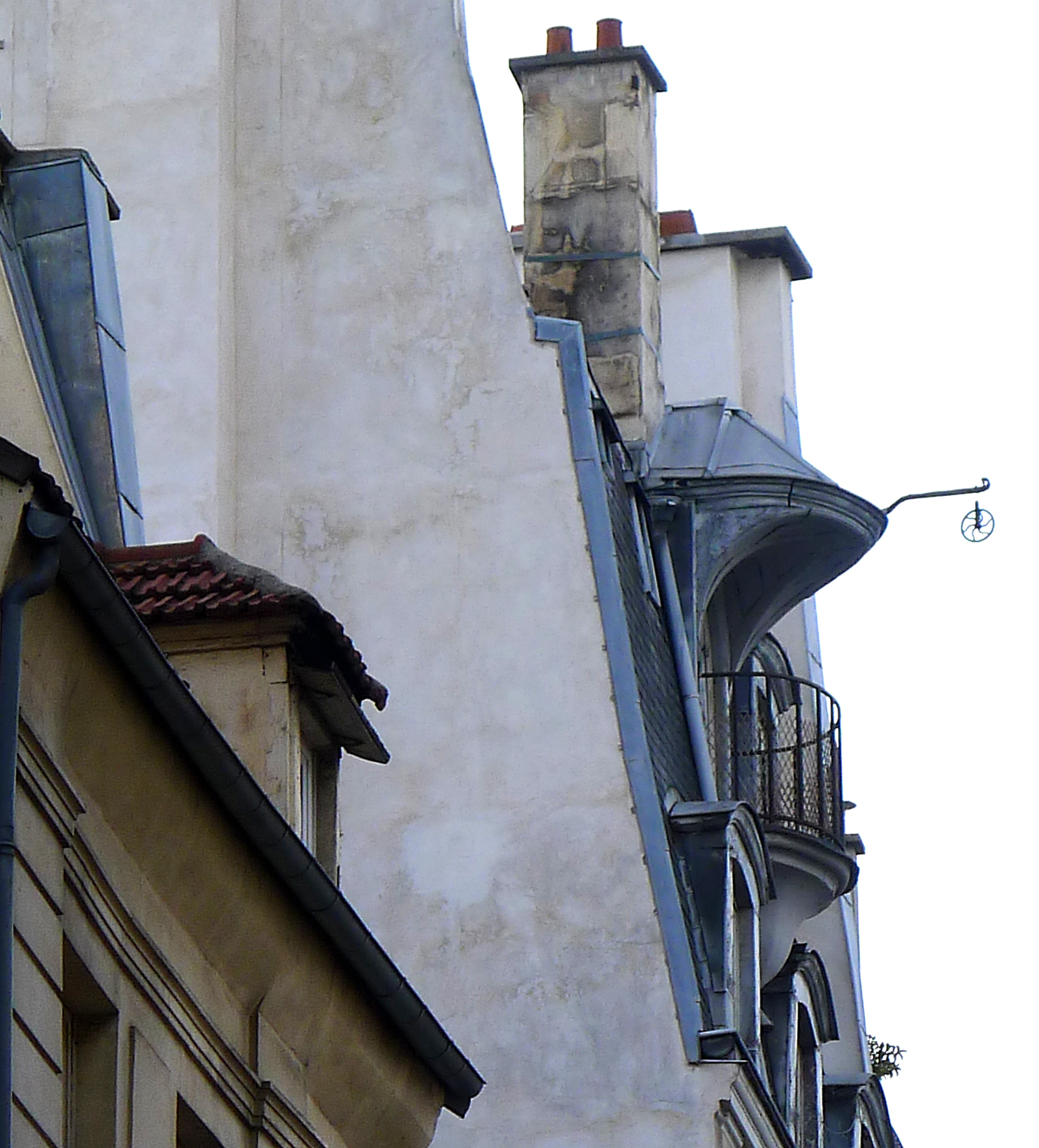
Fenêtre à poulie.
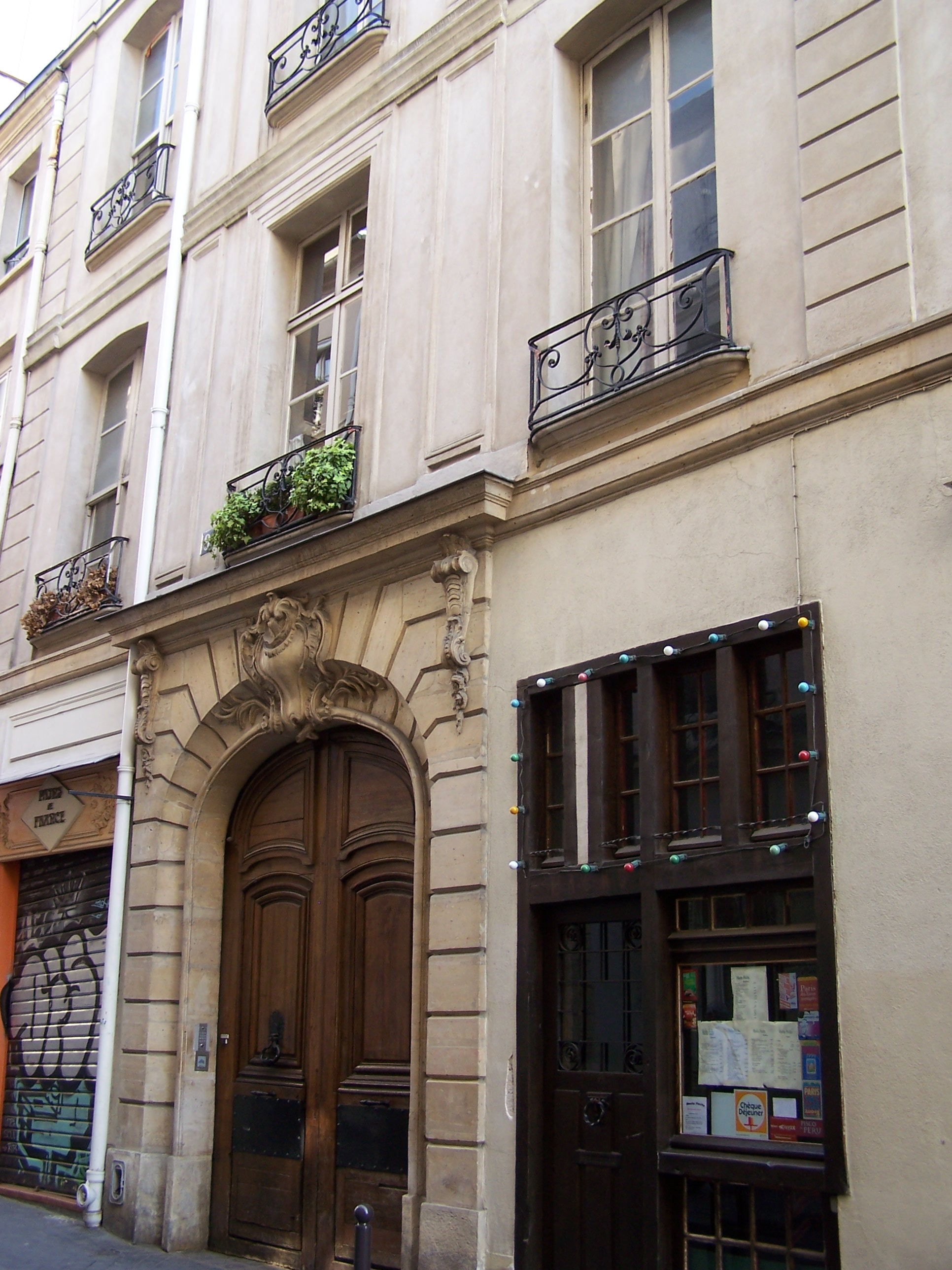
Le no 9 de la rue.